# US Wind
US Wind è una società per lo sviluppo di parchi eolici offshore fondata nel 2011 e controllata dall'italiana Renexia SpA, parte di Toto Holding, con sede a Baltimora nel Maryland, stato federato degli Stati Uniti d'America.

## Storia
Dal 2014 è impegnata in uno dei più grandi progetti di parchi eolici offshore negli Stati Uniti, MarWin e Momentum Wind. Sempre nel 2014, con un'offerta di 8,7 milioni di dollari, US Wind si è aggiudicata l'asta per la concessione della durata di 25 anni di due Wind Energy Areas (WEA), aree idonee per la produzione commerciale di energia eolica, nel Maryland, individuate dal Bureau of Ocean Energy Management (BOEM) che sono state poi unite in una sola WEA.
Lo sviluppo del progetto è stato rallentato dall'incertezza delle scelte governative, poiché il legislatore statale e i governi locali stanno considerando di vietare alcune aree e di aumentare la distanza dalla costa per le turbine eoliche. Nell'estate del 2016 US Wind aveva completato i rilievi subacquei dei potenziali siti a circa una dozzina di miglia al largo della costa del Maryland e stava presentando piani per la revisione ambientale entro la fine dell'anno. Il progetto aveva ottenuto l'approvazione iniziale nel 2017 ed è stato rivisto nel 2019, quando è stata introdotta una modifica dell'altezza delle turbine. Gli studi del sito sono stati avviati nell'aprile 2021.
L'azienda aveva anche acquisito un contratto di locazione per la WEA North del New Jersey, che in seguito ha venduto, ed è attualmente impegnata nello sviluppo di un porto eolico e di una fabbrica di acciaio a Tradepoint Atlantic, a Sparrow's Point, sempre nel Maryland.
Il progetto eolico offshore al largo del Maryland è stato approvato dal Bureau of Ocean Energy Management (BOEM) e dalla Casa Bianca nel settembre 2024. La costruzione onshore si prevede possa iniziare nel 2025, una volta completato il processo autorizzativo.

## Progetti
| Parco eolico  | Potenza totale (MW) | Area marittima demaniale    | Coordinate                                                    | Coordinate              | Sviluppatore | N° turbine | Stato | Autorità di regolazione |
| ------------- | ------------------- | --------------------------- | ------------------------------------------------------------- | ----------------------- | ------------ | ---------- | ----- | ----------------------- |
| MarWin        | 248 MW              | Offhore Maryland OCS-A 0490 | 17 nautical miles - 20 miglia (32 km) east of Ocean City (MA) | 79,707 acri (32,256 ha) | US Wind      | 22         | MD    | Maryland PSC            |
| Momentum Wind | 1200 MW             | Offhore Maryland OCS-A 0489 | 17 nautical miles - 20 miglia (32 km) east of Ocean City (MA) | 79,707 acri (32,256 ha) | US Wind      | 82         | MD    | Maryland PSC            |